# 1956 en arts plastiques
| Années des arts plastiques : 1953 - 1954 - 1955 - 1956 - 1957 - 1958 - 1959    |
| Décennies des arts plastiques : 1920 - 1930 - 1940 - 1950 - 1960 - 1970 - 1980 |

Cette page concerne l'année 1956 en arts plastiques.

## Œuvres
- Portrait de Catherine Balebina de Lev Roussov
- Swans, gravure sur bois de Maurits Cornelis Escher

## Naissances
- 5 janvier : Dagoberto Nolasco peintre salvadorien
- 11 février : Piotr Klemensiewicz, peintre et sculpteur français d'origine polonaise. († 5 octobre 2023)
- 20 février : Miss.Tic, artiste plasticienne et poète d'art urbain française,
- 7 juin : Carles Gabarró, peintre espagnol,
- 26 juillet : Andy Goldsworthy, artiste britannique,
- 3 août : Élisabeth Delesalle, plasticienne, dessinatrice et lithographe française,
- 6 août : Rober Racine, artiste, compositeur et écrivain québécois.

Date précise inconnue
- Pierre Delavie, artiste contemporain français,
- Wang Luyan : peintre, sculpteur et concepteur d'installations chinois.

## Décès
- 1er janvier : Octave Join-Lambert, archéologue et peintre français (° 4 juin 1870),
- 3 janvier : Pierre Flye Sainte-Marie, officier, explorateur et peintre français (° 8 mars 1869),
- 8 janvier : Nathan Grunsweigh, peintre polonais et français (° 2 avril 1880),
- 10 janvier : César Moro, poète et peintre surréaliste péruvien (° 31 août 1903),
- 11 janvier : Charles Genty, peintre, graveur et caricaturiste français (° 17 juin 1876),
- 12 janvier : Martha Burkhardt, peintre et photographe suisse (° 30 avril 1874),
- 13 janvier : Lyonel Feininger, peintre et caricaturiste germano-américain (° 17 juillet 1871),
- 2 février : Piotr Kontchalovski, peintre russe puis soviétique (° 21 février 1876),
- 6 février : Jean Laudy, peintre néerlandais (° 4 mai 1877),
- 18 février :
  - Joseph Hurard, peintre français (° 3 août 1887),
  - Kliment Red'ko, graphiste et peintre russe puis soviétique (° 27 octobre 1897),
- 20 février : Lucien Ludovic Madrassi, peintre français (° 4 juillet 1881),
- 23 février : René Vallette, peintre et illustrateur français (° 27 septembre 1874),
- 7 mars : Louise Lavrut, peintre française (° 28 février 1874),
- 9 mars : Joseph Bergès, peintre français (° 31 mai 1878),
- 18 mars : Marcel Arnaud, peintre français (° 8 octobre 1877),
- 19 mars : Ernst Neumann, peintre et graveur canadien-hongrois  (° 27 mai 1907),
- 21 mars : Onofrio Tomaselli, peintre italien (° 3 août 1866),
- 24 mars : Henriette Morel, peintre française (° 1er décembre 1883),
- 28 mars : Charles Fouqueray, peintre, illustrateur, lithographe et affichiste français (° 23 avril 1869),
- 2 avril : Filippo De Pisis, peintre italien (° 11 mai 1896),
- 13 avril : Emil Nolde, peintre et aquarelliste allemand (° 7 août 1867),
- 14 avril : Blanche Monod, peintre suisse (° 12 mai 1880),
- 16 avril : Pierre de Belair, peintre français (° 29 octobre 1892),
- 17 avril : Louis Favre, peintre, lithographe, écrivain et inventeur français (° 15 septembre 1892),
- 29 avril : Giuseppe Ferdinando Piana, peintre italien (° 3 décembre 1864),
- 5 mai : Aimée Rapin, peintre suisse (° 14 décembre 1868),
- 19 mai : Gianni Vagnetti, peintre italien (° 21 mars 1898),
- 22 mai : Jos Jullien, médecin généraliste, homme politique, préhistorien, peintre, graveur et homme de lettres français (° 2 janvier 1877),
- 23 mai : André Villeboeuf, illustrateur, peintre, aquarelliste, graveur, écrivain et décorateur de théâtre français (° 2 avril 1893),
- 1er juin : Pierre Brune, peintre français (° 26 janvier 1887),
- 8 juin : Marie Laurencin, peintre français (° 31 octobre 1883),
- 17 juin : Enrico Prampolini, peintre, sculpteur et designer italien (° 20 avril 1894),
- 19 juin : Fernand Lantoine, peintre et dessinateur français (° 13 avril 1876),
- 22 juin : Pierre-Albert Bégaud, peintre portraitiste et paysagiste français (°  19 septembre 1901),
- 10 juillet : Antonio Discovolo, peintre italien (° 25 décembre 1874),
- 23 juillet : Jeanne Judith Croulard, peintre française (° 13 janvier 1875),
- 11 août : Jackson Pollock, peintre américain (° 28 janvier 1912),
- 14 août : Charles-Paul Dufresne, graveur au burin, dessinateur, illustrateur et peintre français (° 18 janvier 1885),
- 16 août : Theodor Pallady, peintre roumain (° 11 avril 1871),
- 23 août : Galileo Chini, graphiste, architecte, scénographe, céramiste et peintre italien du style Art nouveau (° 2 décembre 1873),
- 27 août : Joseph Notelet, peintre et dessinateur post-impressionniste français (° 28 mars 1874),
- 27 septembre : Andrée Benon, peintre paysagiste et portraitiste française (° 17 septembre 1887),
- 5 octobre : Joseph Oberthur, peintre, dessinateur et écrivain français (° 25 avril 1872),
- 3 novembre : Jean Metzinger, peintre et graveur français (° 24 juin 1883),
- 12 novembre : Eugenio Bonivento, peintre italien (° 8 juin 1880),
- 15 novembre : Henri Morisset, peintre français (° 6 avril 1870),
- 3 décembre : Alexandre Rodtchenko, peintre, sculpteur, photographe et designer russe (° 23 novembre 1891),
- 6 décembre : Charles de Kergariou, peintre français (° 10 juillet 1899),
- 15 décembre : José Sabogal, peintre, professeur et essayiste péruvien (° 19 mars 1888),
- 22 décembre : Henri Callot, peintre et escrimeur français (° 20 décembre 1875),
- 24 décembre : Fred Money, peintre et illustrateur français (° 8 mai 1882),
- 27 décembre : Rudolf Frentz, peintre russe puis soviétique (° 4 août 1888),
- 28 décembre :
  - Mary Piriou, peintre et graveuse française (° 16 octobre 1881),
  - Jean Pougny, peintre franco-russe (° 22 février 1890),
- ? :
  - Conrad Hector Raffaele Carelli, peintre aquarelliste italien (° 1866),
  - Albert Copieux, peintre, aquarelliste et graveur français (° 1885),
  - Nicolas De Corsi, peintre italien (° 5 août 1882),
  - Émile Delobre, peintre français (° 20 février 1873),
  - Constant Duval, peintre, affichiste et dessinateur français (° 30 octobre 1877),
  - Anne-Marie Feuchères, peintre et pastelliste française (° 1892),
  - Emilio Sommariva, photographe et peintre italien (° 1883).